# Ulrich Dübber
Ulrich Dübber (* 2. Januar 1929 in Berlin; † 8. Mai 1985 in München) war ein deutscher Journalist und Politiker (SPD). Er veröffentlichte unter anderem zum Thema Parteienfinanzierung und gehörte von 1971 bis 1983 für West-Berlin dem Deutschen Bundestag an.

## Leben
Dübber absolvierte ein Gymnasium in Berlin und wurde im letzten Kriegsjahr 1945 noch Luftwaffenhelfer. Nach Kriegsende geriet er in sowjetische Kriegsgefangenschaft. Im Jahr 1948 bestand er das Abitur und studierte anschließend an den Universitäten in Berlin und Bonn Politische Wissenschaften, Geschichts- und Rechtswissenschaften. Von 1954 bis 1961 war er bereits wissenschaftlicher Assistent der SPD-Bundestagsfraktion. Dübber wurde 1961 mit einer Arbeit über Parteienfinanzierung an der Universität Bonn promoviert  und arbeitete anschließend als Rundfunkjournalist für den RIAS in Berlin und Bonn. 1965 wurde er Ressortchef für Innenpolitik des RIAS Berlin, blieb dies aber nur ein Jahr, da er 1966 die Leitung eines Fernsehstudios in Kiel übernahm. 1970 wurde er stellvertretender Direktor des NDR. Dübber war außerdem Mitglied des Internationalen Institutes für Journalismus in Berlin und stellvertretender Vorsitzender im Verwaltungsrat des Deutschlandfunks. Zudem schrieb er für die Wochenzeitung Die Zeit.
Ulrich Dübber wurde auf dem Evangelischen Kirchhof Nikolassee beigesetzt.

## Politik

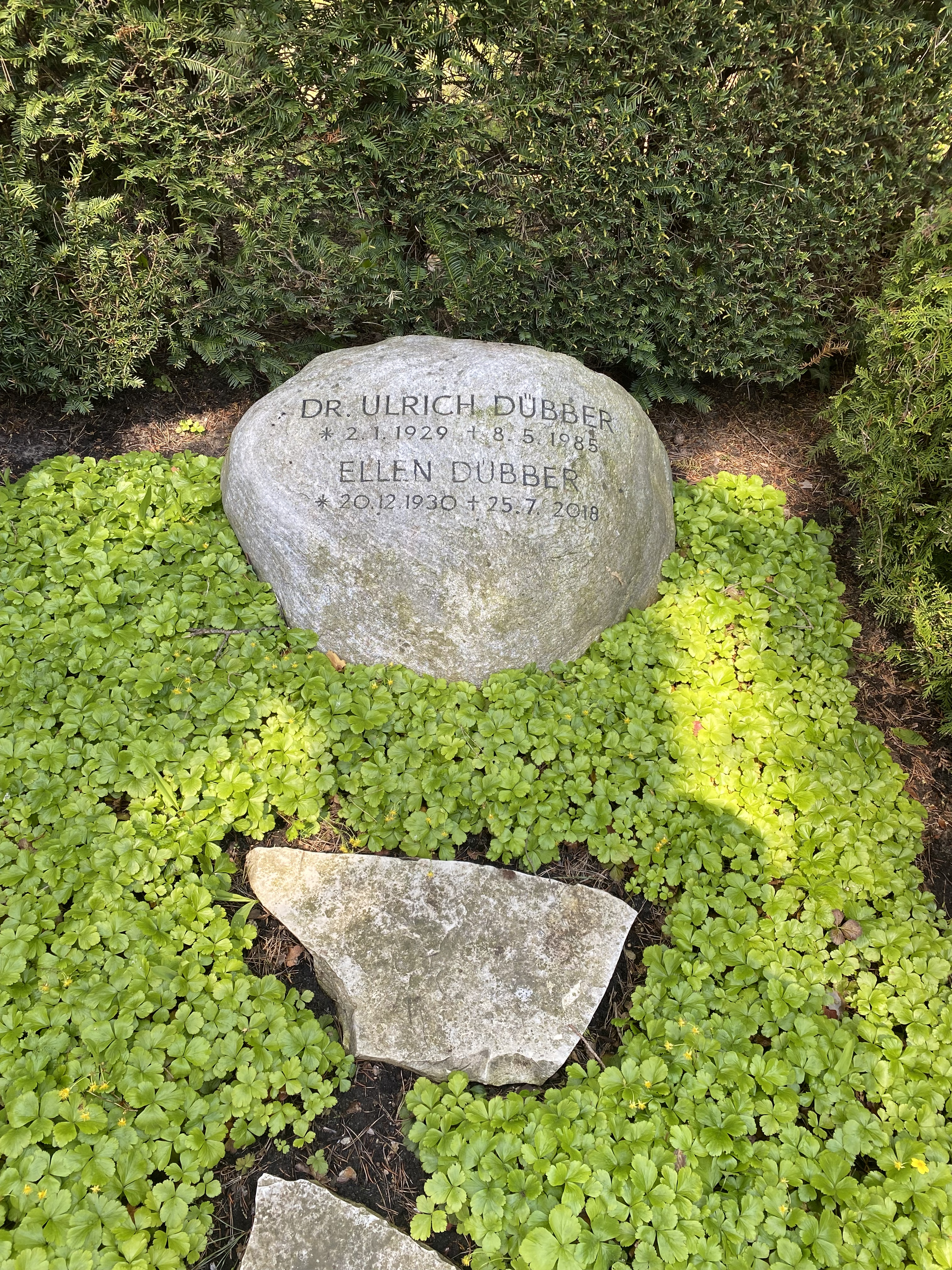
Grabstätte auf dem Evangelischen Kirchhof Nikolassee

Dübber war seit 1949 Mitglied der SPD. Als West-Berliner Abgeordneter rückte er am 16. Juli 1971 für den ausgeschiedenen Abgeordneten Harry Liehr in den Deutschen Bundestag nach, dem er bis 1983 angehörte. Die ersten Monate bis Oktober 1971 war Dübber als ordentliches Mitglied im Ausschuss für Arbeit und Sozialordnung tätig, bis er für den Rest der Legislaturperiode dem Finanzausschuss angehörte. Nach der Bundestagswahl 1972 wechselte Dübber in den Haushaltsausschuss, dem er bis zum Ende der neunten Wahlperiode angehörte. In der neunten Wahlperiode gehörte er außerdem noch dem Ausschuss für Wahlprüfung, Immunität und Geschäftsordnung an, in dem er in der achten Wahlperiode als stellvertretendes Mitglied vertreten war.
Eines seiner Themen als Journalist und Politiker war die Parteienfinanzierung und das Selbstverständnis der Politiker. So schrieb er einen Aufsatz in der Zeitschrift für Parlamentsfragen zu dem Vorwurf, im Bundestag würden nur Berufspolitiker sitzen. Er konnte Mitte der 1970er Jahre errechnen, dass die durchschnittliche Verweildauer eines Politikers im Bundestag bei sieben Jahren und 10,6 Monate lag. Dübber fand es anhand der Zahl merkwürdig, von Berufspolitikern zu sprechen, wenn diese das Mandat nur acht Jahre ausüben würden.
Im Januar 1983 erregte er bei der dreitägigen Konferenz zur nationalsozialistischen Machtübernahme großes öffentliches Interesse. Unter dem Namen „Deutschlands Weg in die Diktatur“ wurde im Berliner Reichstagsgebäude über das Thema konferiert. Dübber war als langjähriger stellvertretender Vorsitzender der Deutschen Vereinigung für Parlamentsfragen mit großem persönlichen Einsatz an der Planung und Durchführung der Veranstaltung beteiligt. Nach Ende der neunten Legislaturperiode 1983 schied er aus dem Deutschen Bundestag aus. Zwei Jahre später verstarb Dübber in München.

## Ehrungen
- 1983: Verdienstkreuz 1. Klasse der Bundesrepublik Deutschland